# Давньоанглійський латинський алфавіт
Староанглійський латинський алфавіт (давн-англ. Læden stæfrof) — хоча він і не мав стандартної ортографії — загалом складався з 24 букв і використовувався для написання давньоанглійської мови з 8 по 12 століття. З цих літер 20 були безпосередньо прийняті з латинського алфавіту, дві модифіковані латинські літери (Æ, Ð), а дві розроблені з рунічного алфавіту (Ƿ, Þ). Букв K, Q та Z не було в написанні рідних англійських слів.
На базі староанглійського алфавіту постали латинські абетки західних говорів давньоскандинавської мови — старонорвезької та староісландської.

## Таблиця
| Великі форми (їх також називають великими або великими літерами)  | Великі форми (їх також називають великими або великими літерами) | Великі форми (їх також називають великими або великими літерами) | Великі форми (їх також називають великими або великими літерами) | Великі форми (їх також називають великими або великими літерами) | Великі форми (їх також називають великими або великими літерами) | Великі форми (їх також називають великими або великими літерами) | Великі форми (їх також називають великими або великими літерами) | Великі форми (їх також називають великими або великими літерами) | Великі форми (їх також називають великими або великими літерами) | Великі форми (їх також називають великими або великими літерами) | Великі форми (їх також називають великими або великими літерами) | Великі форми (їх також називають великими або великими літерами) | Великі форми (їх також називають великими або великими літерами) | Великі форми (їх також називають великими або великими літерами) | Великі форми (їх також називають великими або великими літерами) | Великі форми (їх також називають великими або великими літерами) | Великі форми (їх також називають великими або великими літерами) | Великі форми (їх також називають великими або великими літерами) | Великі форми (їх також називають великими або великими літерами) | Великі форми (їх також називають великими або великими літерами) | Великі форми (їх також називають великими або великими літерами) | Великі форми (їх також називають великими або великими літерами) | Великі форми (їх також називають великими або великими літерами) | Великі форми (їх також називають великими або великими літерами) | Великі форми (їх також називають великими або великими літерами) | Великі форми (їх також називають великими або великими літерами) | Великі форми (їх також називають великими або великими літерами) | Великі форми (їх також називають великими або великими літерами) | Великі форми (їх також називають великими або великими літерами) | Великі форми (їх також називають великими або великими літерами) | Великі форми (їх також називають великими або великими літерами) | Великі форми (їх також називають великими або великими літерами) | Великі форми (їх також називають великими або великими літерами) | Великі форми (їх також називають великими або великими літерами) | Великі форми (їх також називають великими або великими літерами) |
| ----------------------------------------------------------------- | ---------------------------------------------------------------- | ---------------------------------------------------------------- | ---------------------------------------------------------------- | ---------------------------------------------------------------- | ---------------------------------------------------------------- | ---------------------------------------------------------------- | ---------------------------------------------------------------- | ---------------------------------------------------------------- | ---------------------------------------------------------------- | ---------------------------------------------------------------- | ---------------------------------------------------------------- | ---------------------------------------------------------------- | ---------------------------------------------------------------- | ---------------------------------------------------------------- | ---------------------------------------------------------------- | ---------------------------------------------------------------- | ---------------------------------------------------------------- | ---------------------------------------------------------------- | ---------------------------------------------------------------- | ---------------------------------------------------------------- | ---------------------------------------------------------------- | ---------------------------------------------------------------- | ---------------------------------------------------------------- | ---------------------------------------------------------------- | ---------------------------------------------------------------- | ---------------------------------------------------------------- | ---------------------------------------------------------------- | ---------------------------------------------------------------- | ---------------------------------------------------------------- | ---------------------------------------------------------------- | ---------------------------------------------------------------- | ---------------------------------------------------------------- | ---------------------------------------------------------------- | ---------------------------------------------------------------- | ---------------------------------------------------------------- |
| A                                                                 | Æ                                                                | B                                                                | C.                                                               | D                                                                | Ð                                                                | Е                                                                | F                                                                | Ᵹ / G                                                            | H                                                                | Я                                                                | L                                                                | М                                                                | N                                                                | О                                                                | P                                                                | Р.                                                               | S                                                                | Т                                                                | Þ                                                                | U                                                                | Ƿ                                                                | X                                                                | Y                                                                |                                                                  |                                                                  |                                                                  |                                                                  |                                                                  |                                                                  |                                                                  |                                                                  |                                                                  |                                                                  |                                                                  |                                                                  |
| Мінускульні форми (їх також називають малими або малими літерами) |                                                                  |                                                                  |                                                                  |                                                                  |                                                                  |                                                                  |                                                                  |                                                                  |                                                                  |                                                                  |                                                                  |                                                                  |                                                                  |                                                                  |                                                                  |                                                                  |                                                                  |                                                                  |                                                                  |                                                                  |                                                                  |                                                                  |                                                                  |                                                                  |                                                                  |                                                                  |                                                                  |                                                                  |                                                                  |                                                                  |                                                                  |                                                                  |                                                                  |                                                                  |                                                                  |
| a                                                                 | æ                                                                | b                                                                | c                                                                | d                                                                | ð                                                                | e                                                                | f                                                                | ᵹ / г.                                                           | h                                                                | i                                                                | л                                                                | м                                                                | п                                                                | o                                                                | стор                                                             | р                                                                | s / ſ                                                            | т                                                                | þ                                                                | u                                                                | ƿ                                                                | х                                                                | р                                                                |                                                                  |                                                                  |                                                                  |                                                                  |                                                                  |                                                                  |                                                                  |                                                                  |                                                                  |                                                                  |                                                                  |                                                                  |

## Опис

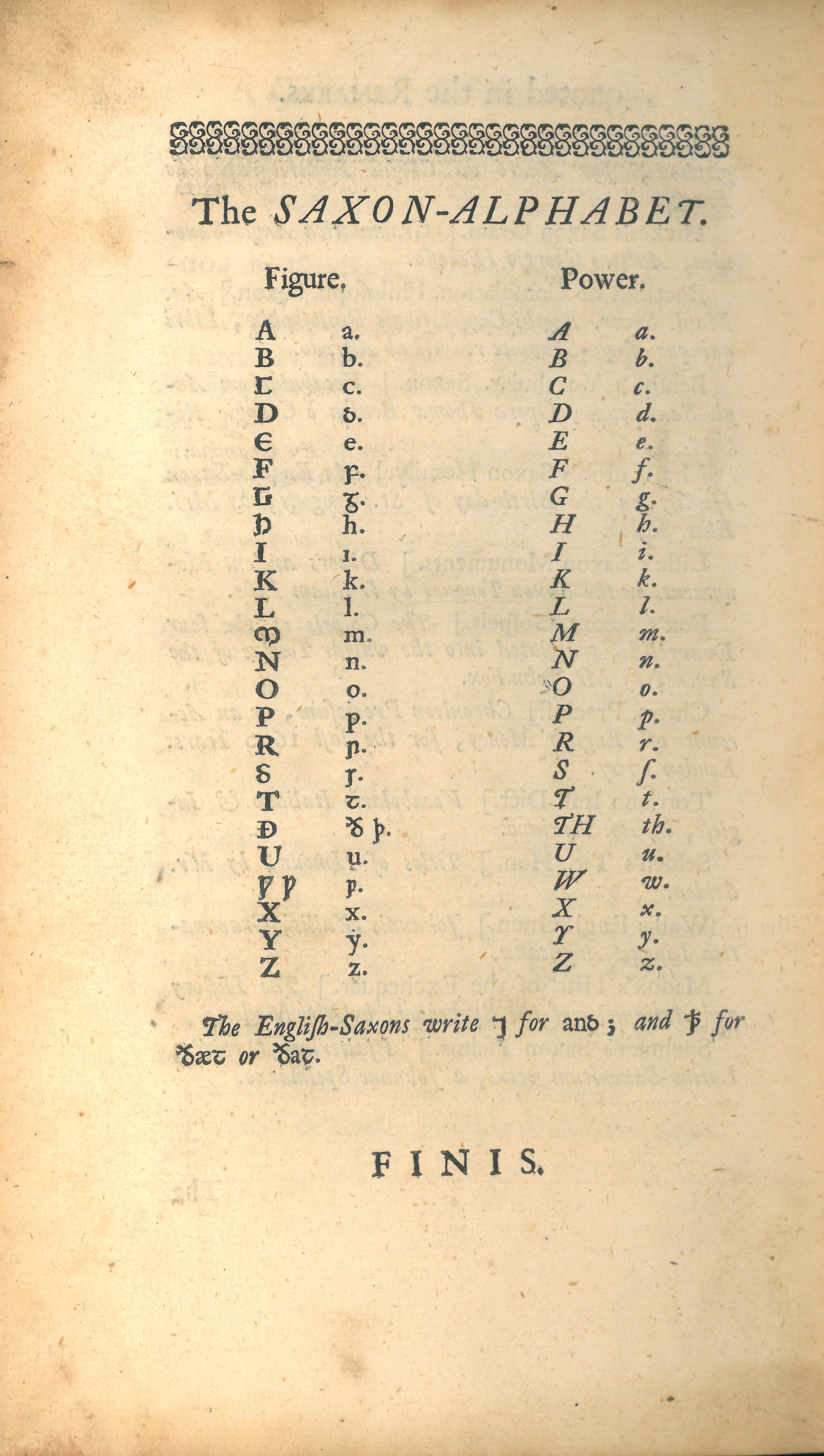
Таблиця "Саксонська абетка" на останній сторінці Джона Фортескю "Різниця між абсолютною та обмеженою монархією" (1-е видання, 1714) У першій колонці ("Рисунок") таблиці показані літери давньоанглійського латинського алфавіту, а друга колонка ("Потужність") їхні сучасні еквіваленти.

Давньоанглійська мова спочатку була написана рунами (futhorc), але переведена на (мінускульну) напівуніверсальну писемність латинського алфавіту, запроваджену ірландськими християнськими місіонерами  приблизно з 8 століття. Це було замінено Insular script, скорописною та загостреною версією напівунціального сценарію. Це використовувалося до кінця 12 століття, коли континентальний Каролінгський мінускул (також відомий як Кароліна) замінив острів, разом зі зміною орфографічних норм у бік старофранцузького алфавіту, що призвело до середньоанглійської мови.
Лист Daet ⟨ð⟩ (так званий ETH або едамі в сучасній англійській мові) була зміна латинського ⟨d⟩ і рунічні букви шипа ⟨þ⟩ і Wynn ⟨ƿ⟩ є запозиченнями з рунічного алфавіту. Також використовуються був символ для зв'язку і, персонаж схожий на номер сім ⟨⁊⟩ називається Tironian пов або другим), і символ для відносних займенників Теетет, шипом з поперечиною через затиск ⟨ꝥ⟩). Macrons ⟨¯⟩ над голосними рідко використовуються для позначення довгих голосних. Також іноді використовувались скорочення для наступних m s або n s.
Ряд змін традиційно вносяться до опублікованих сучасних видань оригінальних давньоанглійських рукописів. Деякі з цих конвенцій включають введення розділових знаків та заміну символів. Символи ⟨e⟩, ⟨f⟩, ⟨g⟩, ⟨r⟩, ⟨s⟩ використовується в сучасних виданнях, хоча їх форма в острівних сценаріях значно відрізняється. Довжиною s ⟨ſ⟩ замінюється сучасної колегою ⟨s⟩ Острівний г <span about="#mwt28" data-mw="{&quot;parts&quot;:[{&quot;template&quot;:{&quot;target&quot;:{&quot;wt&quot;:&quot;angbr&quot;,&quot;href&quot;:&quot;./Template:Angbr&quot;},&quot;params&quot;:{&quot;1&quot;:{&quot;wt&quot;:&quot;ᵹ&quot;}},&quot;i&quot;:0}}]}" data-ve-no-generated-contents="true" id="mwuQ" typeof="mw:Transclusion mw:Entity"><span about="#mwt28" data-ve-ignore="true"><span about="#mwt28" data-ve-ignore="true" typeof="mw:Entity">⟩</span></span></span>, як правило, замінити її сучасною аналог ⟨g⟩ (який зрештою є символ каролингских). / Ж / фонема була іноді пишеться ⟨uu⟩ в старих англійських рукописів, але ƿ був більш поширеним явищем. Послідовне використання w розвивалося на початку середньоанглійського періоду, у 12-13 століттях.
Крім того, сучасні рукописи часто розрізняють велярний і піднебінний ⟨c⟩ і ⟨g⟩ з діакритичними точками над передбачуваним м'яко: ⟨ċ⟩ ⟨ġ⟩. Винна символ ⟨ƿ⟩ зазвичай замінюється ⟨w⟩. Багато наукові роботи використовують тільки ⟨þ⟩ і не ⟨ð⟩ (звуки були Алофон в староанглійській і символи були використані кілька взаємозамінні). Macrons ⟨ˉ⟩ зазвичай зустрічаються в сучасних виданнях для позначення уявних довгі голосні, в той час як вони, як правило, не вистачає оригіналів. У старих друкованих виданнях давньоанглійських творів гострий наголосний знак використовувався для підтримки згуртованості між давньоанглійським та давньоскандинавським друком.